# X-Men: Deadly Genesis
Az X-Men: Deadly Genesis egy, a Marvel Comics kiadásában megjelent hatrészes mini-képregénysorozat volt, mely 2006-ban jelent meg az Egyesült Államokban. A képregény írója Ed Brubaker, rajzolója Trevor Hairsine. A számok borítóját Marc Silvestri készítette. A minisorozat az X-Men csapatának egyik legmeghatározóbb kalandjával, az 1975-ben megjelent Második teremtés című történettel kapcsolatos retcontartalmaz.